# ハインリッヒ・エドムント・ナウマン

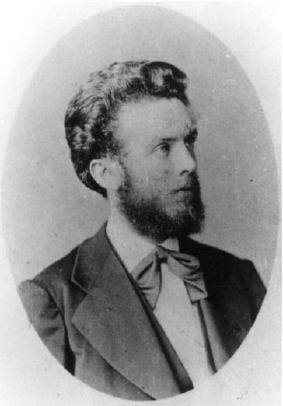
ハインリヒ・エドムント・ナウマン

ハインリヒ・エドムント・ナウマン（Heinrich Edmund Naumann、1854年9月11日 - 1927年2月1日）は、ドイツの地質学者。
いわゆるお雇い外国人の一人で、日本における近代地質学の基礎を築くとともに、日本初の本格的な地質図を作成。またフォッサマグナを発見したことや、ナウマンゾウに名を残すことで知られる。

## 来歴
ザクセン王国（現在のドイツ）マイセンで生まれた。
1875年（明治8年）8月17日 - 1885年（明治18年）、明治政府に東京開成学校の金石学・地質学・採鉱学の教師として招聘され、日本に滞在。東京帝国大学（現：東京大学）地質学教室の初代教授に就任。地質調査所（現：独立行政法人産業技術総合研究所地質調査総合センター）の設立に関わり、調査責任者である技師長として日本列島の地質調査に従事。日本で初めて象の化石を研究した。
調査は本州、四国、九州と広範囲にわたり、距離は10,000kmに及んだと伝えられている。また、当時存在した地形図には等高線が記されておらず、海岸線の輪郭が記される伊能図を基に、地形図の作成と並行して地質調査をするという膨大な作業を成し遂げた。
ナウマンは貝塚を2、3発見し、ハインリヒ・フォン・シーボルトの貝塚研究を助けた。
1882年、下僚のオットー・シュミットが彼の妻と関係をもったことに怒り白昼公然と乱闘事件を起こした罪で、裁判で300マルクの罰金刑を受けている。
1883年、高知県佐川町を訪れ、日本特有の地質構造と各時代の化石産地が豊富に揃っていることに着目し、同町を「地質のメッカ」として日本の国内外に広める。後年、「日本地質学の発祥の地」として有名になった佐川町は、ナウマンに因んだ公園「佐川ナウマンカルスト」を町内に造成した。
1884年12月にナウマンの雇用は終了したが半年延長され、1885年（明治18年）6月、天皇に謁見して勲４等を叙勲し、7月に離日した。
ドイツに帰ってから、ナウマンは1886年にミュンスター大学で私講師（正雇いではなく講義ごとに学生から受講料を取る教師）となり、地質学や地理学を講じた。後年、ドイツ東亜博物学民俗学協会で日本の貝塚について講演している。ベルリンでの地質学会議に参加して論文『日本列島の構造と起源について（Über den Bau und die Entstehung japanischen Inseln）』を発表し、さらに同名の著書を出版してフォッサ・マグナ説を提案した。
1886年3月にドレスデン東亜博物学・民俗学協会で講演した際には、日本人の無知、無能ぶりを嘲笑したため、森鷗外がそれに反駁して論戦し、新聞にも反論を投稿した(鷗外・ナウマン論争)。
1923年に関東大震災で東大図書館が焼け落ちたときには、自分の蔵書を寄贈した。